# Castorione di Soli
Castorione di Soli (in greco Kαστορίων, Castorion; Soli (Cipro), metà III secolo a.C. – Alessandria d'Egitto, ...) è stato un poeta greco antico d'età ellenistica.

## Biografia
Nato a Soli, nella parte nord-occidentale di Cipro, dovrebbe essere vissuto intorno alla metà del III secolo a.C., poiché il suo maggior frammento è citato dallo stoico Cleante.

## Opera
Castorione fa parte della produzione intellettualistica e cerebrale dei poeti minori dell'Ellenismo, poiché il poeta stesso sostiene di aver composto versi sapienti e difficili, adatti ad un pubblico di eruditi.
Fu, in effetti, raffinato autore di liriche di tipo religioso: compose un Inno a Pan in trimetri giambici, in cui ad ogni verso corrispondeva un'unica parola, tanto che ogni verso risultava interscambiabile con qualsiasi altro del componimento, in quanto sintatticamente autonomo.
 
Un altro frammento deriva da un inno A Dioniso, citato sempre da Ateneo.